# Stephen Barclay
Stephen Paul Barclay (Lytham St Annes, 3 de mayo de 1972) es un político británico del Partido Conservador, desde las elecciones de 2010 es miembro del parlamento (MP) por el Noreste de Cambridgeshire. Actualmente es  Secretario de Medio Ambiente, Alimentación y Medio Rural del Reino Unido. Fue secretario de Estado para la Salida de la Unión Europea desde noviembre de 2018 hasta enero de 2020. También se desempeñó como Secretario de Estado de Sanidad en dos periodos desde el 2022 hasta el 2023